# Otto H. Marmorek
Otto Helmut Marmorek Kaufmann (Viena, 14 de septiembre de 1917 - Bogotá, 8 de septiembre de 1945) fue un arquitecto austriaco. 

## Biografía
Nació en Viena, hijo de Friedrich Marmorek y Elisabeth Marmorek. Tras ser anexada Austria a la Alemania nazi huyó a Colombia por ser judío. Se estableció en Bogotá, creó su propia firma “Otto H. Marmorek Arquitectos” y formó un hogar con Graciela Rojas, promotora de la participación femenina en Colombia. Murió junto a su pareja en un accidente en la carretera entre Anolaima (Cundinamarca) y Bogotá.

## Obras
- Edificio Art Deco en Bogotá.[7][8]
- Edificio para el Banco de la República en Honda (Tolima).[9]
- Casa museo Carlos Lleras Restrepo de la Universidad Jorge Tadeo Lozano en Bogotá.[10][11][12]
- Casa Art Deco en Pereira.[13]